# Le Talisman du Téméraire : Les Trois Frères
Pour les articles homonymes, voir Les Trois Frères (homonymie).
Le Talisman du Téméraire : Les Trois Frères est le 1er tome d'une bilogie de Juliette Benzoni, paru en 2013.

## Résumé
En 1476 Charles le Téméraire, duc de Bourgogne, est vaincu par le Suisse Hagenthal[Qui ?] à Grandson. Son chapeau a 3 rubis balais : les 3 Frères. Vers 1935 à Paris, Marie est enlevée par le tueur de Mme Granlieu. Aldo, joaillier, va à Grandson, voir un baron mourant, descendant de Hagenthal et mari de Granlieu, qui lui donne l'un des 3 Frères et meurt. Aldo va chez Marie, sa cousine, et apprend pour Granlieu à qui on a volé un Frère. L'inspecteur Sauvageol va à Pontarlier chez Granlieu et dit que Marie est vivante avant d'être tué. Aldo la trouve et la ramène à Paris. Louise, Belge, se fait voler le 3e Frère. Marie vole le rubis d'Aldo et lui écrit de ne pas la chercher.